# Reinigen

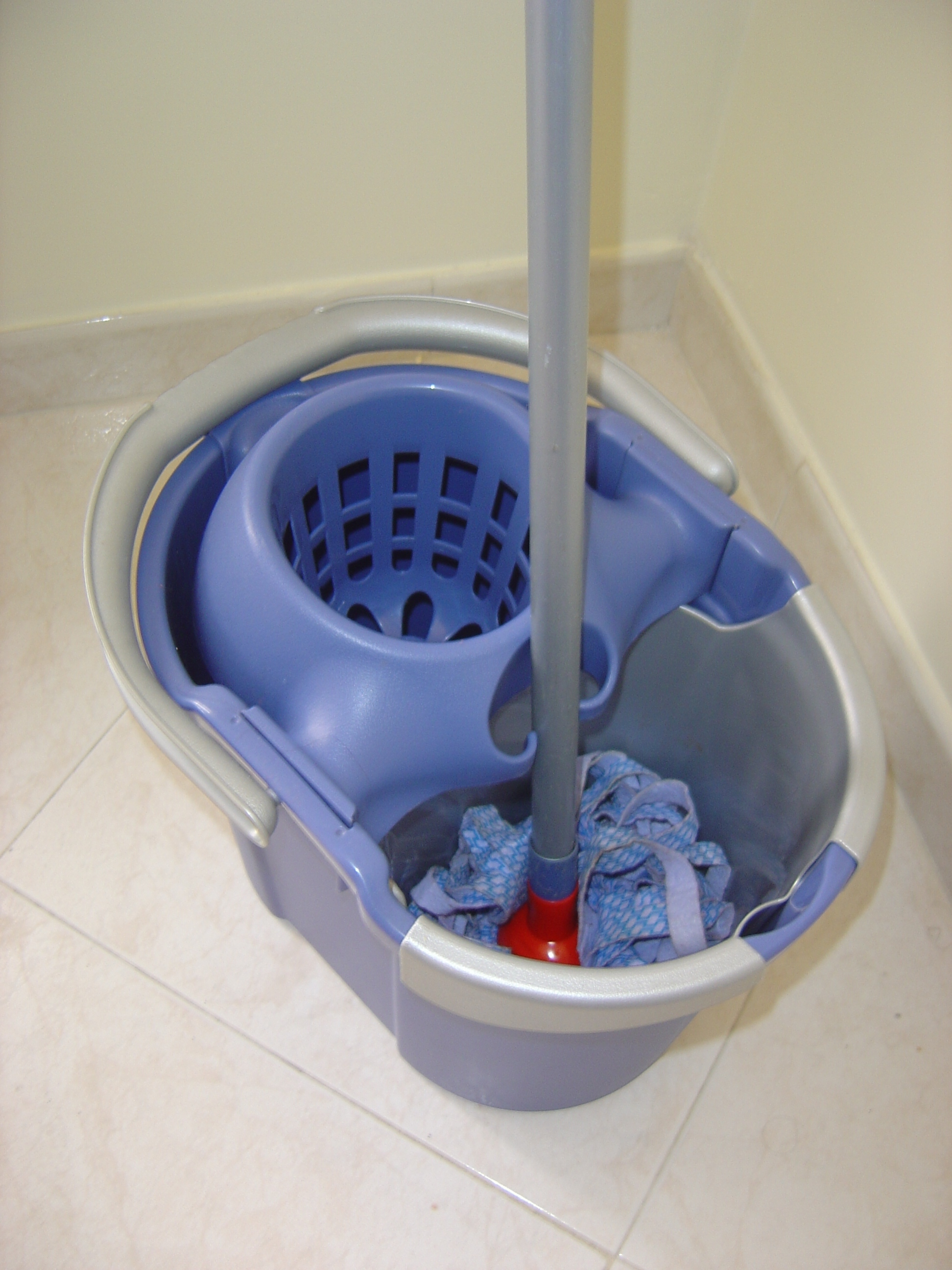
Een emmer met mop voor het reinigen van vloeren.

Reinigen (ook wel schoonmaken, zuidelijk van de grote rivieren poetsen of, in België kuisen genoemd) is het verwijderen van vuil uit de huiselijke omgeving of de openbare ruimte. Dit dient de algemene hygiëne en zorgt ervoor dat de ruimtes leefbaar blijven.

## Kenmerken
Als reinigen met vrij veel water gebeurt heet dit wassen. Reinigen met weinig water gebeurt meestal met een vochtige doek. Droog reinigen gebeurt bijvoorbeeld met een droge doek of een borstel, met opzuigen (zoals stofzuigen en het opzuigen van bladeren), met uitkloppen (door flink heen en weer bewegen of met een mattenklopper) of afschrapen. Ook kan een ander reinigingsmiddel dan water worden gebruikt, dit zijn schoonmaakmiddelen. Dergelijke middelen bevatten chemische stoffen met een reinigende werking, zoals aceton dat specifiek geschikt is voor het verwijderen van lijmresten.

## Doel
Het doel van reinigen kan zijn dat het vuil fysiek onhandig is (kleverige tafel, kruimels in bed; reiniging van een oppervlak alvorens het te verven), dat het lelijk is, dat het stinkt, of dat het ongezond is: bijvoorbeeld door bacteriën en schimmels, chemische stoffen. Naast het feit dat met reinigen bacteriën en schimmels gedeeltelijk verwijderd worden helpt het verwijderen van voedselresten en andere voedingsbodems ook de groei ervan te voorkomen. Ook gêne tegenover anderen kan een motief zijn voor reinigen

## In de huishouding
Schoonmaak in de huishouding omvat voornamelijk het reinigen van meubels en vertrekken (woonkamer, slaapkamer, sanitair, gangen etc.)
Tot de schoonmaaktaken in huis worden gerekend:
- Afstoffen van horizontale oppervlakken zoals meubels
- Afwassen van de vaat
- Dweilen, zwabberen of vegen van vloeren
- Stofzuigen van vertrekken
- Wassen van kleding

Enkele bijzondere gevallen van schoonmaak in huis zijn:
- De voorjaarsschoonmaak, ook wel grote schoonmaak, aan het einde van de winterperiode;
- Het laten reinigen van een matras door een professioneel bedrijf.
- Traditioneel ontdoen Joden op de dag voor Pesach het hele huis van alle resten van gist en gerezen brood.

## Taken
Binnen de schoonmaak kunnen verschillende takken worden onderscheiden:
- Reguliere schoonmaak: het periodiek reinigen van bijvoorbeeld het huis, een kantoorgebouw of een auto. Met name op het gebied van de periodieke reiniging van kantoorgebouwen zijn schoonmaakbedrijven actief.
- Specialistische reiniging: de schoonmaak van objecten waarbij speciale maatregelen vereist zijn of waarbij specifieke kennis noodzakelijk is. Voorbeelden hiervan zijn:
  - Asbestverwijdering
  - Grondreiniging
  - Reinigen van machines
  - Reinigen van installaties (CIP)
  - Schoonmaken van cleanrooms
  - Gevelreiniging
  - Matrasreiniging

## Industrieel reinigen
Industrieel reinigen heeft betrekking op de schoonmaak van gebouwen, terreinen of verkeersmiddelen. Dit kan gebeuren door de eigenaar of huurder van het schoon te maken object, maar ook door een hiervoor ingehuurde derde zoals een werkster of schoonmaakbedrijf.

## Verwante begrippen
- Opruimen is het uit de directe omgeving verwijderen van fysieke objecten (rommel).
- Het reinigen van alles wat rechtstreeks het milieu betreft wordt saneren genoemd.
- Bodemsanering